# Superodontella andrzeji
Superodontella andrzeji – gatunek skoczogonka z rzędu Poduromorpha i rodziny Odontellidae.
Gatunek ten opisał w 2009 roku I.J. Kaprus. Holotyp odłowiono w 1996 roku na Połoninie Borżawskiej. Epitet gatunkowy upamiętnia Andrzeja Szeptyckiego.
Skoczogonek ten ma ciało długości do 0,97 mm, o silnie granulowanym oskórku. Okazy przechowywane w alkoholu są jasnoniebieskawo nakrapiane z niebieskoczarną płytką oczną. Długość czułków wynosi 4/3 długości głowy. Trzy ich początkowe człony mają kolejno 7, 10 i 10 szczecinek, natomiast ostatni wyposażony jest w 22 zwyczajne szczecinki, 9 szczecinek trąbkowatych, 9 zakrzywionych szczecinek zmysłowych i 1 mikrosensillus umieszczony grzbietowo-zewnętrznie. Głowa wyposażona jest w 5 par przyoczek. Na ameboidalny, nie większy od przyoczka B narząd pozaczułkowy składają się 4 płaty. Warga dolna ma 7 par szczecinek zwykłych i 6 par szczecinek papiliowatych. Tułów o nagich sterna, natomiast jego terga mają po dwa rzędy szczecinek każde. Liczba szczecinek w poszczególnych rzędach na pierwszym tergum wynosi 4, a na pozostałych 11. Widełki skokowe są dobrze rozwinięte, mają z tyłu manubrium dwa rządki po 11 szczecinek, a na każdym ramieniu po 5 identycznych szczecinek. Wszystkie człony stopogoleni mają po 15 spiczastych szczecinek. Każdy pazurek odnóży ma jeden ząbek wewnętrzny i parę ząbków bocznych. Terga odwłokowe od I do III mają po dwa rzędy z dziewięciu szczecinek, a tergum IV dwa rzędy z 12 szczecinek.
Stawonóg ten zasiedla ściółkę różnych lasów. Znany jest wyłącznie z zachodniej Ukrainy.